# Герасимова Ірина Леопольдівна
Герасимова Ірина Леопольдівна (9 лютого 1964) — радянська плавчиня.
Учасниця Олімпійських Ігор 1980 року.
Призерка Чемпіонату світу з водних видів спорту 1982 року.
Призерка Чемпіонату Європи з водних видів спорту 1983 року.
Переможниця літньої Універсіади 1983 року.